# Igor Banović
Igor Banović (* 12. Mai 1987 in Zadar) ist ein kroatischer Fußballspieler.

## Karriere
Igor Banović spielte bis 2009 bei NK Raštane in Zadar. 2010 wechselte er zum ebenfalls in Zadar beheimateten NK Zadar. Der Club aus Kroatien spielte in der ersten Liga, der Prva HNL. Bis Mitte 2013 absolvierte er 92 Erstligaspiele. Mitte 2013 wechselte er nach Slowenien, wo er sich bis Anfang 2014 NK Domžale anschloss. Der Verein aus Domžale spielte in der höchsten Liga des Landes, der Slovenska Nogometna Liga. Nach Vertragsende ging er wieder zu seinem ehemaligen Club NK Zadar. Nach Moldawien zog es ihn Mitte 2015, wo ihn der FC Milsami aus Orhei unter Vertrag nahm. Für den Club spielte er bis Mitte 2017 54 Mal in der ersten Liga, der Divizia Națională. Nach Vertragsende war er bis Ende 2017 vertrags- und vereinslos. Ende 2017 nahm ihn der bulgarische Club Lokomotive Plowdiw aus Plowdiw unter Vertrag. 2019 gewann er mit Plowdiw den Bulgarian Cup. Im Endspiel gewann der Club mit 4:0 gegen Septemwri Sofia. Im August 2019 verließ er Plowdiw und wechselte zum FK Islatsch Minsk Rajon nach Belarus. Mit dem Club aus Minsk spielte er elfmal in der ersten Liga, der Wyschejschaja Liha. 2020 zog es ihn nach Thailand. Hier schloss er sich dem in der zweiten Liga, der Thai League 2, spielenden Samut Sakhon FC aus Samut Sakhon an. Für Samut stand er 2020 14-mal auf dem Spielfeld. Ende 2020 wurde sein Vertrag nicht verlängert.
Seit dem 1. Januar 2021 ist er vertrags- und vereinslos.

## Erfolge
Lokomotive Plowdiw
- Bulgarian Cup

Sieger: 2018/2019